# Paulus Diaconus
Paulus Diaconus (ook wel Casinensis, Levita of Warnefrid genoemd c. 728 – 799/800) was een Longobardische monnik en een van de eerste 'Germaanse' historici. Aan het hof van Karel de Grote was hij een van de drijvende krachten achter de Karolingische renaissance.

## Levensloop
Paulus Diaconus studeerde in Pavia onder leiding van Flavianus de grammaticus en werd waarschijnlijk secretaris van de Longobardische koning Desiderius. Hij onderwees diens dochter Adelberga. In 782 werd hij monnik in de abdij van Monte Cassino, bij de orde der Benedictijnen. 
Hij behoorde aanvankelijk tot de 'rebellen' die zich onder Rodgaud van Friaul tegen de onderwerping door de Franken hadden verzet. De familiale landgoederen werden daarop geconfisqueerd, zijn broer werd afgevoerd en gevangengezet in Frankrijk, en Paulus vluchtte naar Benevento aan het hof van Arichis II (die getrouwd was met zijn leerlinge Adelberga, de dochter van Desiderius).
Jaren later zond Paulus aan Karel de Grote, die toen in Italië was, verzen met de smeekbede om zijn broer de vrijheid te schenken. De koning besliste daarop om Paulus' broer vrij te laten op voorwaarde dat Paulus lid zou worden van zijn hofhouding in Aken. De koning was namelijk onder de indruk van zijn literaire capaciteiten. Aan het hof nam Paulus samen met de geleerden Alcuin en Einhard deel aan de Frankische koningspaleisschool, waar hij de koning ontmoette voor geleerde discussies. Hij was aan de hofschool verbonden als leraar geschiedenis, maar lange tijd bracht hij door in Metz voor zijn opdracht om een chronologie van de bisschoppen van Metz op te stellen, en daardoor de heilige Arnulf, Karels stamvader, te verheerlijken.
In 787 keerde Paulus terug naar zijn geliefde Monte Cassino, nadat zijn broer werd begenadigd en zijn bezittingen terugkreeg, waar hij later overleed.